# Pio Palu
Pio Palu (21 marzo 1986) è un calciatore tongano, centrocampista del Marist Prems.

## Carriera

### Club
Dal 2007 al 2013 ha giocato nel Navutoka insieme a Unaloto Feao creando così la coppia di centrocampo Tongana più forte di tutti i tempi.
Nel 2014 si è trasferito nel Marist dove gioca tutt’ora.

### Nazionale
Conta 6 presenze con la maglia della Nazionale tongana.